# Dubysa

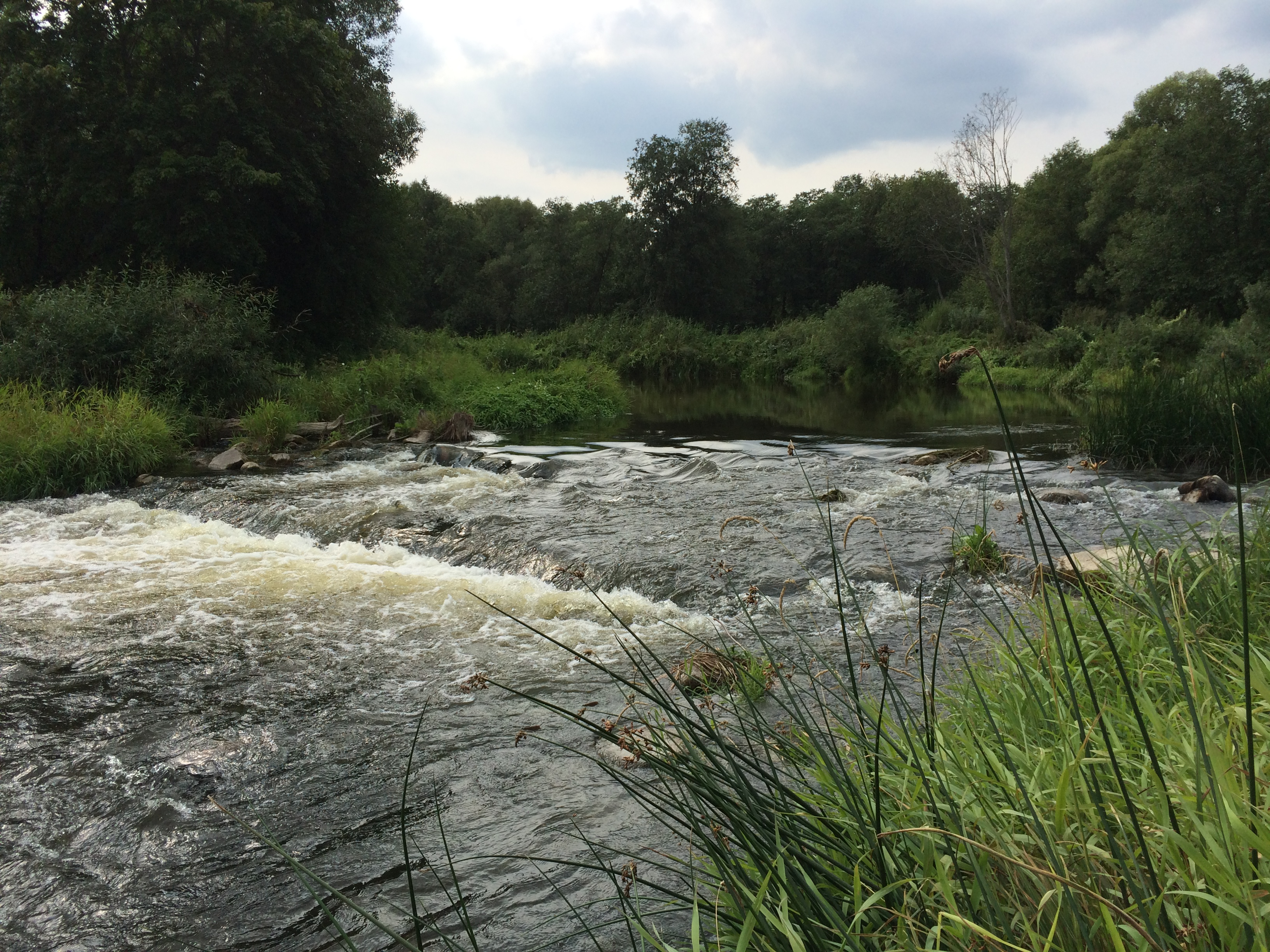

La Dubysa est une rivière lituanienne longue de 131 kilomètres. Elle prend source au lac Rėkyva près de la ville de Šiauliai.

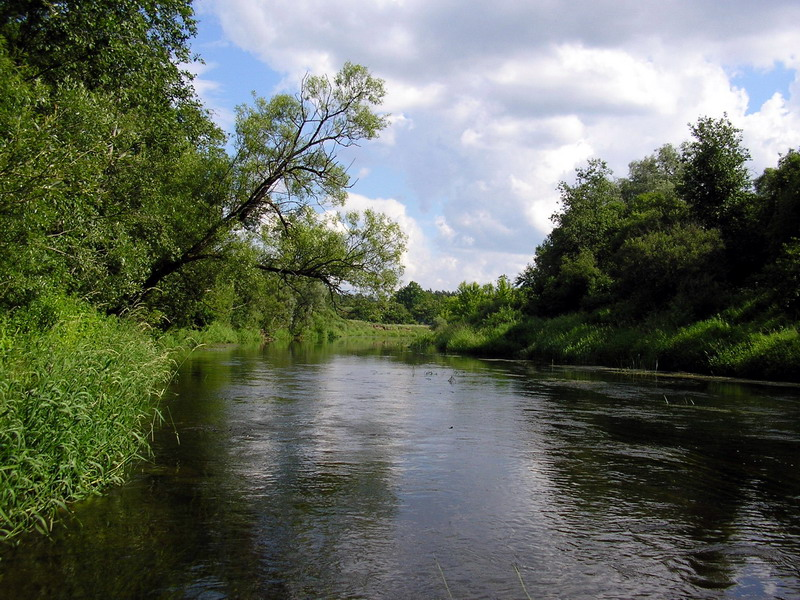
La Dubysa